# ニューカッスル公爵
ニューカッスル公爵（英語: Duke of Newcastle）は、かつて存在したイギリスの公爵位。ニューカッスル＝アポン＝タイン公爵 (Duke of Newcastle-upon-Tyne) とニューカッスル＝アンダー＝ライン公爵 (Duke of Newcastle-under-Lyne) の2つがあった。
ニューカッスル＝アポン＝タイン公爵は過去に3回創設されているが（最初の2回はイングランド貴族爵位、最後の物はグレートブリテン貴族爵位）、1768年に廃絶した。ニューカッスル＝アンダー＝ライン公爵は1756年に初代ニューカッスル＝アポン＝タイン公（3期）トマス・ペラム＝ホリスが叙されたことにはじまり、彼の死後に特別継承権でリンカーン伯爵クリントン家に継承されたが（この継承に際して同家はペラム＝クリントンと改姓）、1988年に廃絶した。リンカーン伯爵位は2代リンカーン伯まで遡っての分流によって継承されて現存する。

## 歴史

### キャヴェンディッシュ家
ウィリアム・キャヴェンディッシュ (1592-1676) は、北部リンカンシャーを本拠とする大地主であり、清教徒革命（イングランド内戦）の際には北部で独立した指揮権を行使して王党派として議会派と戦った。彼は1620年10月29日にイングランド貴族爵位ノッティンガム州のマンスフィールド子爵、1628年3月7日にイングランド貴族爵位ニューカッスル＝オン＝タイン伯爵とダービー州におけるボルソーバーのキャヴェンディッシュ男爵に叙せられ、1629年には第9代オグル男爵を継承していた。内戦中の1643年10月27日にはイングランド貴族爵位ニューカッスル＝オン＝タイン侯爵に叙せられた。王党派が敗れたため、革命後には所領を没収されるも、王政復古後の1665年3月16日には勤王を評価されてノーサンバーランド州におけるニューカッスル＝アポン＝タイン公爵とノーサンバーランド州におけるオグル伯爵に叙せられている。これがニューカッスル＝アポン＝タイン公爵の最初の創設だった。
初代公爵の死後、息子のヘンリー (1630-1691) に爵位が継承された。彼も王党派として宮廷内で官職を与えられるとともに、議会では襲爵前に庶民院議員、襲爵後には貴族院議員として活躍した。しかし息子ができず、彼の死去とともに爵位は消滅した。

### ホリス家とペラム家
2代公ヘンリーの娘マーガレットは、第4代クレア伯爵ジョン・ホリス(1662-1711)と結婚した。ヘンリーの所領・財産は彼女を通じて、このクレア伯が継承した。この財産継承を有力な根拠として、彼は1694年5月14日にニューカッスル＝アポン＝タイン公爵（2期）とクレア侯爵に叙されている。彼は所領の拡大と開発に努め、死去する1711年までに年4万ポンドの地代を受ける最有力大地主の一人となった。
しかし彼も男子がなかったので、遺産争いの末に妹グレイスと初代ペラム男爵トマス・ペラムの間の息子であるトマス・ペラム＝ホリス (1693-1768) が財産の多くを継承した。この財産相続を根拠として、彼は1717年8月11日にグレートブリテン貴族爵位としてニューカッスル＝アポン＝タイン公爵（3期）に叙せられた。また彼は政界においてホイッグ党幹部の貴族院議員として活躍し、首相（在職：1754年 - 1756年、1757年 - 1762年）を務めた。なお彼の弟ヘンリー・ペラム (1694–1754) もホイッグ党幹部の庶民院議員であり、首相（在職：1743年 - 1754年）を務めている。
トマスには子供がなく、その弟ヘンリーにも女子があるだけだった。そこでペラム家の財産は妹ルーシー (?-1736) の息子である第9代リンカーン伯爵ヘンリー・クリントン (1720-1794) に、ヘンリー・ペラムの娘キャサリン (1727–1760) との結婚を条件に継承させることになった。さらに1756年11月17日には特別継承権で9代リンカーン伯に継承可能なニューカッスル＝アンダー＝ライン公爵位（グレートブリテン貴族爵位）がトマス・ペラム＝ホリスに与えられた。

### クリントン家
トマス・ペラム＝ホリスの死後、ニューカッスル＝アポン＝タイン公爵位は消滅するが、ニューカッスル＝アンダー＝ライン公爵位は特別継承権でリンカーン伯爵クリントン家によって継承された。公爵位の継承に際して第9代リンカーン伯ヘンリー・クリントンは勅許を得て「ペラム＝クリントン」と改姓している。
5代公ヘンリー (1811-1864) は、保守党、ピール派、自由党など党派を移動しながら閣僚職を歴任した。
8代公ヘンリー(1866-1941) は、1887年に勅許をえて母の家名「ホープ」を加え、「ペラム＝クリントン＝ホープ」に改名した。
その息子である9代公 ヘンリー(1907–1988) には男子ができなかった。そのため1988年11月4日の彼の死後、4代公の次男チャールズ・ペラム＝クリントン卿の曽孫であるエドワード・ペラム＝クリントン(1920–1988) が、10代公を継承したが、継承してまもない1988年12月25日に死去した。彼には子供がなかったので、これをもってニューカッスル＝アンダー＝ライン公爵位は継承資格者がいなくなって廃絶した。
一方リンカーン伯爵位は、2代リンカーン伯まで遡っての分流（10代公にとっては十従兄弟にあたる）であるエドワード・ホリス・ファインズ＝クリントンに継承されている。

## 一覧

### ニューカッスル＝アポン＝タイン公 第1期（1665年）
| 肖像 | 爵位の代数 名前 （生没年）                                                          | 受爵期間        | 続柄             | 他の爵位/準男爵位 |
| ---- | ----------------------------------------------------------------------------------- | --------------- | ---------------- | --- |
|      | 初代ニューカッスル＝アポン＝タイン公 ウィリアム・キャヴェンディッシュ （1592-1676） | 1665年 - 1676年 |                  | 初代ニューカッスル＝オン＝タイン侯(1643) 初代ニューカッスル＝オン＝タイン伯(1628) 初代マンスフィールド子爵(1620) 9代オグル男爵(1461) |
|      | 2代ニューカッスル＝アポン＝タイン公 ヘンリー・キャヴェンディッシュ （1630-1691）    | 1676年 - 1691年 | 初代公の一人息子 | 2代ニューカッスル＝オン＝タイン侯(1643) 2代ニューカッスル＝オン＝タイン伯(1628) 2代マンスフィールド子爵(1620) 10代オーグル男爵(1461) |

2代公の死とともにニューカッスル＝アポン＝タイン公（第1期）廃絶。

### クレア伯（1624年）
| 肖像 | 爵位の代数 名前 （生没年）                     | 受爵期間        | 続柄         | 他の爵位/準男爵位                                                      |
| ---- | ---------------------------------------------- | --------------- | ------------ | ---------------------------------------------------------------------- |
|      | 初代クレア伯爵 ジョン・ホリス （1564-1637）    | 1624年 - 1637年 |              | 初代ホートン男爵(1616)                                                 |
|      | 2代クレア伯爵 ジョン・ホリス （1595-1666）     | 1637年 - 1666年 | 初代伯の長男 | 2代ホートン男爵(1616)                                                  |
|      | 3代クレア伯爵 ギルバート・ホリス （1633-1689） | 1666年 - 1689年 | 2代伯の息子  | 3代ホートン男爵(1616)                                                  |
|      | 4代クレア伯爵 ジョン・ホリス （1662-1711）     | 1694年 - 1711年 | 3代伯の長男  | 初代ニューカッスル＝アポン＝タイン公(1694) 4代ホートン男爵(1616年創設) |

1694年に4代クレア伯ジョン・ホリスは、ニューカッスル＝アポン＝タイン公（2期）に叙される。

### ニューカッスル＝アポン＝タイン公 第2期（1694年）
| 肖像 | 爵位の代数 名前 （生没年）                                        | 受爵期間        | 続柄              | 他の爵位/準男爵位                       |
| ---- | ----------------------------------------------------------------- | --------------- | ----------------- | --------------------------------------- |
|      | 初代ニューカッスル＝アポン＝タイン公 ジョン・ホリス （1662-1711） | 1694年 - 1711年 | 3代クレア伯の長男 | 4代クレア伯(1624) 4代ホートン男爵(1616) |

初代公の死とともにニューカッスル＝アポン＝タイン公爵位（2期）消滅。

### ニューカッスル＝アポン＝タイン公 第3期（1715年）
| 肖像 | 爵位の代数 名前 （生没年）                                                | 受爵期間        | 続柄               | 他の爵位/準男爵位 |
| ---- | ------------------------------------------------------------------------- | --------------- | ------------------ | --- |
|      | 初代ニューカッスル＝アポン＝タイン公 トマス・ペラム＝ホリス （1693-1768） | 1715年 - 1768年 | ジョン・ホリスの甥 | 初代ニューカッスル＝アンダー＝ライン公(1756) 初代クレア伯(1714) 2代ロートンのペラム男爵(1706) 初代スタンマーのペラム男爵(1762) 6代スタンマーのペラム准男爵(1611) |

初代公の死とともにニューカッスル＝アポン＝タイン公爵位（3期）消滅。

### ニューカッスル＝アンダー＝ライン公（1756年）
| 肖像 | 爵位の代数 名前 （生没年）                                                                                       | 受爵期間                        | 続柄               | 他の爵位/準男爵位 |
| ---- | --- | ------------------------------- | ------------------ | --- |
|      | 初代ニューカッスル＝アンダー＝ライン公 トマス・ペラム＝ホリス （1693-1768）                                      | 1756年11月17日 - 1768年11月17日 | ジョン・ホリスの甥 | 初代ニューカッスル＝アポン＝タイン公(1715) 初代クレア伯(1714) 2代ロートンのペラム男爵(1706) 初代スタンマーのペラム男爵(1762) 6代スタンマーのペラム准男爵(1611) |
|      | 2代ニューカッスル＝アンダー＝ライン公 ヘンリー・ペラム＝クリントン （1720-1794）                                 | 1768年11月17日 - 1794年2月22日  | 初代公の甥         | 9代リンカーン伯(1572) |
|      | 3代ニューカッスル＝アンダー＝ライン公 トマス・ペラム＝クリントン （1752-1795）                                   | 1794年2月22日 - 1795年5月17日   | 2代公の三男        | 10代リンカーン伯(1572) |
|      | 4代ニューカッスル＝アンダー＝ライン公 ヘンリー・ペラム・ファインズ・ペラム＝クリントン （1785-1851）             | 1795年5月17日 - 1851年1月12日   | 3代公の長男        | 11代リンカーン伯(1572) |
|      | 5代ニューカッスル＝アンダー＝ライン公 ヘンリー・ペラム・ファインズ・ペラム＝クリントン （1811-1864）             | 1851年1月12日 - 1864年10月18日  | 4代公の長男        | 12代リンカーン伯(1572) |
|      | 6代ニューカッスル＝アンダー＝ライン公 ヘンリー・ペラム・アレグザンダー・ペラム＝クリントン （1834-1879）         | 1864年10月18日 - 1879年2月22日  | 5代公の長男        | 13代リンカーン伯(1572) |
|      | 7代ニューカッスル＝アンダー＝ライン公 ヘンリー・ペラム・アーチボルド・ダグラス・ペラム＝クリントン （1864-1928） | 1879年2月22日 - 1928年5月30日   | 6代公の長男        | 14代リンカーン伯(1572) |
|      | 8代ニューカッスル＝アンダー＝ライン公 ヘンリー・フランシス・ホープ・ペラム＝クリントン＝ホープ （1866-1941）     | 1928年5月30日 - 1941年4月20日   | 6代公の次男        | 15代リンカーン伯(1572) |
|      | 9代ニューカッスル＝アンダー＝ライン公 ヘンリー・エドワード・ヒュー・ペラム＝クリントン＝ホープ （1907-1988）     | 1941年4月20日 - 1988年11月4日   | 8代公の一人息子    | 16代リンカーン伯(1572) |
|      | 10代ニューカッスル＝アンダー＝ライン公 エドワード・チャールズ・ペラム＝クリントン （1920-1988）                  | 1988年11月4日 - 1988年12月25日  | 4代公の次男の曾孫  | 17代リンカーン伯(1572) |

10代公の死とともにニューカッスル・アンダー・ライン公爵位消滅。リンカーン伯爵位のその後は同項目参照。

## 系図
|                                                     |                                                     |                                                     |                                                     |                                                                                    |                                                                                    | ウィリアム・キャヴェンディッシュ (c.1505–1557) m.(3) ベス・オブ・ハードウィック    |                                                                                    |                                                                                     |                                                                                     |                                                                                     |                                                                                     |                                                                                           |                                                                                           |                                                                                           |                                                                                           |                                                                                           |                                                                                           |                                                                               |                                                                               |                                                                                    |                                                                                    |                                                                                    |                                                                                    |                                                                                    |                                                                                    |  |  |  |  |  |  |  |  |  |  |  |  |  |  |  |  |  |  |
|                                                     |                                                     |                                                     |                                                     |                                                                                    |                                                                                    |                                                                                    |                                                                                    |                                                                                     |                                                                                     |                                                                                     |                                                                                     |                                                                                           |                                                                                           |                                                                                           |                                                                                           |                                                                                           |                                                                                           |                                                                               |                                                                               |                                                                                    |                                                                                    |                                                                                    |                                                                                    |                                                                                    |                                                                                    |  |  |  |  |  |  |  |  |  |  |  |  |  |  |  |  |  |  |
|                                                     |                                                     |                                                     |                                                     |                                                                                    |                                                                                    |                                                                                    |                                                                                    |                                                                                     |                                                                                     |                                                                                     |                                                                                     |                                                                                           |                                                                                           |                                                                                           |                                                                                           |                                                                                           |                                                                                           |                                                                               |                                                                               |                                                                                    |                                                                                    |                                                                                    |                                                                                    |                                                                                    |                                                                                    |  |  |  |  |  |  |  |  |  |  |  |  |  |  |  |  |  |  |
| デヴォンシャー伯爵・公爵家                          |                                                     |                                                     |                                                     |                                                                                    |                                                                                    |                                                                                    |                                                                                    |                                                                                     |                                                                                     |                                                                                     |                                                                                     |                                                                                           |                                                                                           |                                                                                           |                                                                                           |                                                                                           |                                                                                           |                                                                               |                                                                               |                                                                                    |                                                                                    |                                                                                    |                                                                                    |                                                                                    |                                                                                    |  |  |  |  |  |  |  |  |  |  |  |  |  |  |  |  |  |  |
|                                                     |                                                     |                                                     |                                                     | チャールズ・キャヴェンディッシュ (1553–1617)                                       | チャールズ・キャヴェンディッシュ (1553–1617)                                       | チャールズ・キャヴェンディッシュ (1553–1617)                                       | チャールズ・キャヴェンディッシュ (1553–1617)                                       | チャールズ・キャヴェンディッシュ (1553–1617)                                        | チャールズ・キャヴェンディッシュ (1553–1617)                                        |                                                                                     |                                                                                     |                                                                                           |                                                                                           |                                                                                           |                                                                                           | フランセス・キャヴェンディッシュ (1548–1632) m. ヘンリー・ピールポント                    | フランセス・キャヴェンディッシュ (1548–1632) m. ヘンリー・ピールポント                    | フランセス・キャヴェンディッシュ (1548–1632) m. ヘンリー・ピールポント        | フランセス・キャヴェンディッシュ (1548–1632) m. ヘンリー・ピールポント        | フランセス・キャヴェンディッシュ (1548–1632) m. ヘンリー・ピールポント             | フランセス・キャヴェンディッシュ (1548–1632) m. ヘンリー・ピールポント             |                                                                                    |                                                                                    |                                                                                    |                                                                                    |  |  |  |  |  |  |  |  |  |  |  |  |  |  |  |  |  |  |
|                                                     |                                                     |                                                     |                                                     | チャールズ・キャヴェンディッシュ (1553–1617)                                       | チャールズ・キャヴェンディッシュ (1553–1617)                                       | チャールズ・キャヴェンディッシュ (1553–1617)                                       | チャールズ・キャヴェンディッシュ (1553–1617)                                       | チャールズ・キャヴェンディッシュ (1553–1617)                                        | チャールズ・キャヴェンディッシュ (1553–1617)                                        |                                                                                     |                                                                                     |                                                                                           |                                                                                           |                                                                                           |                                                                                           | フランセス・キャヴェンディッシュ (1548–1632) m. ヘンリー・ピールポント                    | フランセス・キャヴェンディッシュ (1548–1632) m. ヘンリー・ピールポント                    | フランセス・キャヴェンディッシュ (1548–1632) m. ヘンリー・ピールポント        | フランセス・キャヴェンディッシュ (1548–1632) m. ヘンリー・ピールポント        | フランセス・キャヴェンディッシュ (1548–1632) m. ヘンリー・ピールポント             | フランセス・キャヴェンディッシュ (1548–1632) m. ヘンリー・ピールポント             |                                                                                    |                                                                                    |                                                                                    |                                                                                    |  |  |  |  |  |  |  |  |  |  |  |  |  |  |  |  |  |  |
|                                                     |                                                     |                                                     |                                                     | ニューカッスル＝アポン＝タイン公, 1665                                             |                                                                                    |                                                                                    |                                                                                    |                                                                                     |                                                                                     |                                                                                     |                                                                                     |                                                                                           |                                                                                           |                                                                                           |                                                                                           |                                                                                           |                                                                                           |                                                                               |                                                                               |                                                                                    |                                                                                    |                                                                                    |                                                                                    |                                                                                    |                                                                                    |  |  |  |  |  |  |  |  |  |  |  |  |  |  |  |  |  |  |
|                                                     |                                                     |                                                     |                                                     | 初代ニューカッスル公 ウィリアム・キャヴェンディッシュ (1592–1676)                  | 初代ニューカッスル公 ウィリアム・キャヴェンディッシュ (1592–1676)                  | 初代ニューカッスル公 ウィリアム・キャヴェンディッシュ (1592–1676)                  | 初代ニューカッスル公 ウィリアム・キャヴェンディッシュ (1592–1676)                  | 初代ニューカッスル公 ウィリアム・キャヴェンディッシュ (1592–1676)                   | 初代ニューカッスル公 ウィリアム・キャヴェンディッシュ (1592–1676)                   |                                                                                     |                                                                                     |                                                                                           |                                                                                           |                                                                                           |                                                                                           | 初代キングストン伯爵 ロバート・ピールポント (1584–1643)                                   | 初代キングストン伯爵 ロバート・ピールポント (1584–1643)                                   | 初代キングストン伯爵 ロバート・ピールポント (1584–1643)                       | 初代キングストン伯爵 ロバート・ピールポント (1584–1643)                       | 初代キングストン伯爵 ロバート・ピールポント (1584–1643)                            | 初代キングストン伯爵 ロバート・ピールポント (1584–1643)                            |                                                                                    |                                                                                    |                                                                                    |                                                                                    |  |  |  |  |  |  |  |  |  |  |  |  |  |  |  |  |  |  |
|                                                     |                                                     |                                                     |                                                     | 初代ニューカッスル公 ウィリアム・キャヴェンディッシュ (1592–1676)                  | 初代ニューカッスル公 ウィリアム・キャヴェンディッシュ (1592–1676)                  | 初代ニューカッスル公 ウィリアム・キャヴェンディッシュ (1592–1676)                  | 初代ニューカッスル公 ウィリアム・キャヴェンディッシュ (1592–1676)                  | 初代ニューカッスル公 ウィリアム・キャヴェンディッシュ (1592–1676)                   | 初代ニューカッスル公 ウィリアム・キャヴェンディッシュ (1592–1676)                   |                                                                                     |                                                                                     |                                                                                           |                                                                                           |                                                                                           |                                                                                           | 初代キングストン伯爵 ロバート・ピールポント (1584–1643)                                   | 初代キングストン伯爵 ロバート・ピールポント (1584–1643)                                   | 初代キングストン伯爵 ロバート・ピールポント (1584–1643)                       | 初代キングストン伯爵 ロバート・ピールポント (1584–1643)                       | 初代キングストン伯爵 ロバート・ピールポント (1584–1643)                            | 初代キングストン伯爵 ロバート・ピールポント (1584–1643)                            |                                                                                    |                                                                                    |                                                                                    |                                                                                    |  |  |  |  |  |  |  |  |  |  |  |  |  |  |  |  |  |  |
|                                                     |                                                     |                                                     |                                                     |                                                                                    |                                                                                    |                                                                                    |                                                                                    |                                                                                     |                                                                                     |                                                                                     |                                                                                     |                                                                                           |                                                                                           |                                                                                           |                                                                                           | ウィリアム・ピールポント (c.1607–1678)                                                    |                                                                                           |                                                                               |                                                                               |                                                                                    |                                                                                    |                                                                                    |                                                                                    |                                                                                    |                                                                                    |  |  |  |  |  |  |  |  |  |  |  |  |  |  |  |  |  |  |
|                                                     |                                                     |                                                     |                                                     |                                                                                    |                                                                                    |                                                                                    |                                                                                    |                                                                                     |                                                                                     |                                                                                     |                                                                                     |                                                                                           |                                                                                           |                                                                                           |                                                                                           |                                                                                           |                                                                                           |                                                                               |                                                                               |                                                                                    |                                                                                    |                                                                                    |                                                                                    |                                                                                    |                                                                                    |  |  |  |  |  |  |  |  |  |  |  |  |  |  |  |  |  |  |
|                                                     |                                                     |                                                     |                                                     |                                                                                    |                                                                                    |                                                                                    |                                                                                    |                                                                                     |                                                                                     |                                                                                     |                                                                                     |                                                                                           |                                                                                           |                                                                                           |                                                                                           |                                                                                           |                                                                                           |                                                                               |                                                                               |                                                                                    |                                                                                    |                                                                                    |                                                                                    |                                                                                    |                                                                                    |  |  |  |  |  |  |  |  |  |  |  |  |  |  |  |  |  |  |
|                                                     |                                                     |                                                     |                                                     | 第2代ニューカッスル公 ヘンリー・キャヴェンディッシュ (1630–1691)                   | 第2代ニューカッスル公 ヘンリー・キャヴェンディッシュ (1630–1691)                   | 第2代ニューカッスル公 ヘンリー・キャヴェンディッシュ (1630–1691)                   | 第2代ニューカッスル公 ヘンリー・キャヴェンディッシュ (1630–1691)                   | 第2代ニューカッスル公 ヘンリー・キャヴェンディッシュ (1630–1691)                    | 第2代ニューカッスル公 ヘンリー・キャヴェンディッシュ (1630–1691)                    |                                                                                     |                                                                                     | フランシス・ピールポント (1630–1695)                                                      | フランシス・ピールポント (1630–1695)                                                      | フランシス・ピールポント (1630–1695)                                                      | フランシス・ピールポント (1630–1695)                                                      | フランシス・ピールポント (1630–1695)                                                      | フランシス・ピールポント (1630–1695)                                                      |                                                                               |                                                                               | グレイス・ピールポント (1633–1702) m. 3代クレア伯 ギルバート・ホリス               | グレイス・ピールポント (1633–1702) m. 3代クレア伯 ギルバート・ホリス               | グレイス・ピールポント (1633–1702) m. 3代クレア伯 ギルバート・ホリス               | グレイス・ピールポント (1633–1702) m. 3代クレア伯 ギルバート・ホリス               | グレイス・ピールポント (1633–1702) m. 3代クレア伯 ギルバート・ホリス               | グレイス・ピールポント (1633–1702) m. 3代クレア伯 ギルバート・ホリス               |  |  |  |  |  |  |  |  |  |  |  |  |  |  |  |  |  |  |
|                                                     |                                                     |                                                     |                                                     | 第2代ニューカッスル公 ヘンリー・キャヴェンディッシュ (1630–1691)                   | 第2代ニューカッスル公 ヘンリー・キャヴェンディッシュ (1630–1691)                   | 第2代ニューカッスル公 ヘンリー・キャヴェンディッシュ (1630–1691)                   | 第2代ニューカッスル公 ヘンリー・キャヴェンディッシュ (1630–1691)                   | 第2代ニューカッスル公 ヘンリー・キャヴェンディッシュ (1630–1691)                    | 第2代ニューカッスル公 ヘンリー・キャヴェンディッシュ (1630–1691)                    |                                                                                     |                                                                                     | フランシス・ピールポント (1630–1695)                                                      | フランシス・ピールポント (1630–1695)                                                      | フランシス・ピールポント (1630–1695)                                                      | フランシス・ピールポント (1630–1695)                                                      | フランシス・ピールポント (1630–1695)                                                      | フランシス・ピールポント (1630–1695)                                                      |                                                                               |                                                                               | グレイス・ピールポント (1633–1702) m. 3代クレア伯 ギルバート・ホリス               | グレイス・ピールポント (1633–1702) m. 3代クレア伯 ギルバート・ホリス               | グレイス・ピールポント (1633–1702) m. 3代クレア伯 ギルバート・ホリス               | グレイス・ピールポント (1633–1702) m. 3代クレア伯 ギルバート・ホリス               | グレイス・ピールポント (1633–1702) m. 3代クレア伯 ギルバート・ホリス               | グレイス・ピールポント (1633–1702) m. 3代クレア伯 ギルバート・ホリス               |  |  |  |  |  |  |  |  |  |  |  |  |  |  |  |  |  |  |
|                                                     |                                                     |                                                     |                                                     |                                                                                    |                                                                                    |                                                                                    |                                                                                    |                                                                                     |                                                                                     |                                                                                     |                                                                                     |                                                                                           |                                                                                           |                                                                                           |                                                                                           |                                                                                           |                                                                                           |                                                                               |                                                                               |                                                                                    |                                                                                    |                                                                                    |                                                                                    |                                                                                    |                                                                                    |  |  |  |  |  |  |  |  |  |  |  |  |  |  |  |  |  |  |
|                                                     |                                                     |                                                     |                                                     |                                                                                    |                                                                                    |                                                                                    |                                                                                    |                                                                                     |                                                                                     |                                                                                     |                                                                                     |                                                                                           |                                                                                           |                                                                                           |                                                                                           |                                                                                           |                                                                                           |                                                                               |                                                                               |                                                                                    |                                                                                    |                                                                                    |                                                                                    |                                                                                    |                                                                                    |  |  |  |  |  |  |  |  |  |  |  |  |  |  |  |  |  |  |
|                                                     |                                                     |                                                     |                                                     |                                                                                    |                                                                                    |                                                                                    |                                                                                    |                                                                                     |                                                                                     |                                                                                     |                                                                                     |                                                                                           |                                                                                           |                                                                                           |                                                                                           | ニューカッスル＝アポン＝タイン公, 1694                                                    |                                                                                           |                                                                               |                                                                               |                                                                                    |                                                                                    |                                                                                    |                                                                                    |                                                                                    |                                                                                    |  |  |  |  |  |  |  |  |  |  |  |  |  |  |  |  |  |  |
|                                                     |                                                     |                                                     |                                                     |                                                                                    |                                                                                    |                                                                                    |                                                                                    |                                                                                     |                                                                                     |                                                                                     |                                                                                     |                                                                                           |                                                                                           |                                                                                           |                                                                                           |                                                                                           |                                                                                           |                                                                               |                                                                               |                                                                                    |                                                                                    |                                                                                    |                                                                                    |                                                                                    |                                                                                    |  |  |  |  |  |  |  |  |  |  |  |  |  |  |  |  |  |  |
| オグル伯 ヘンリー・キャヴェンディッシュ (1659–1680) | オグル伯 ヘンリー・キャヴェンディッシュ (1659–1680) | オグル伯 ヘンリー・キャヴェンディッシュ (1659–1680) | オグル伯 ヘンリー・キャヴェンディッシュ (1659–1680) | オグル伯 ヘンリー・キャヴェンディッシュ (1659–1680)                                | オグル伯 ヘンリー・キャヴェンディッシュ (1659–1680)                                |                                                                                    |                                                                                    | マーガレット・キャヴェンディッシュ (1661–1716)                                      | マーガレット・キャヴェンディッシュ (1661–1716)                                      | マーガレット・キャヴェンディッシュ (1661–1716)                                      | マーガレット・キャヴェンディッシュ (1661–1716)                                      | マーガレット・キャヴェンディッシュ (1661–1716)                                            | マーガレット・キャヴェンディッシュ (1661–1716)                                            |                                                                                           |                                                                                           | 初代ニューカッスル公 4代クレア伯 ジョン・ホリス (1662–1711)                               | 初代ニューカッスル公 4代クレア伯 ジョン・ホリス (1662–1711)                               | 初代ニューカッスル公 4代クレア伯 ジョン・ホリス (1662–1711)                   | 初代ニューカッスル公 4代クレア伯 ジョン・ホリス (1662–1711)                   | 初代ニューカッスル公 4代クレア伯 ジョン・ホリス (1662–1711)                        | 初代ニューカッスル公 4代クレア伯 ジョン・ホリス (1662–1711)                        |                                                                                    |                                                                                    |                                                                                    |                                                                                    |  |  |  |  |  |  |  |  |  |  |  |  |  |  |  |  |  |  |
| オグル伯 ヘンリー・キャヴェンディッシュ (1659–1680) | オグル伯 ヘンリー・キャヴェンディッシュ (1659–1680) | オグル伯 ヘンリー・キャヴェンディッシュ (1659–1680) | オグル伯 ヘンリー・キャヴェンディッシュ (1659–1680) | オグル伯 ヘンリー・キャヴェンディッシュ (1659–1680)                                | オグル伯 ヘンリー・キャヴェンディッシュ (1659–1680)                                |                                                                                    |                                                                                    | マーガレット・キャヴェンディッシュ (1661–1716)                                      | マーガレット・キャヴェンディッシュ (1661–1716)                                      | マーガレット・キャヴェンディッシュ (1661–1716)                                      | マーガレット・キャヴェンディッシュ (1661–1716)                                      | マーガレット・キャヴェンディッシュ (1661–1716)                                            | マーガレット・キャヴェンディッシュ (1661–1716)                                            |                                                                                           |                                                                                           | 初代ニューカッスル公 4代クレア伯 ジョン・ホリス (1662–1711)                               | 初代ニューカッスル公 4代クレア伯 ジョン・ホリス (1662–1711)                               | 初代ニューカッスル公 4代クレア伯 ジョン・ホリス (1662–1711)                   | 初代ニューカッスル公 4代クレア伯 ジョン・ホリス (1662–1711)                   | 初代ニューカッスル公 4代クレア伯 ジョン・ホリス (1662–1711)                        | 初代ニューカッスル公 4代クレア伯 ジョン・ホリス (1662–1711)                        |                                                                                    |                                                                                    |                                                                                    |                                                                                    |  |  |  |  |  |  |  |  |  |  |  |  |  |  |  |  |  |  |
|                                                     |                                                     |                                                     |                                                     |                                                                                    |                                                                                    |                                                                                    |                                                                                    |                                                                                     |                                                                                     |                                                                                     |                                                                                     |                                                                                           |                                                                                           |                                                                                           |                                                                                           |                                                                                           |                                                                                           |                                                                               |                                                                               |                                                                                    |                                                                                    |                                                                                    |                                                                                    |                                                                                    |                                                                                    |  |  |  |  |  |  |  |  |  |  |  |  |  |  |  |  |  |  |
|                                                     |                                                     |                                                     |                                                     |                                                                                    |                                                                                    |                                                                                    |                                                                                    |                                                                                     |                                                                                     |                                                                                     |                                                                                     |                                                                                           |                                                                                           |                                                                                           |                                                                                           |                                                                                           |                                                                                           |                                                                               |                                                                               | グレイス・ホールズ嬢 (c.1668–1700) m. 初代ペラム男爵トマス                         |                                                                                    |                                                                                    |                                                                                    |                                                                                    |                                                                                    |  |  |  |  |  |  |  |  |  |  |  |  |  |  |  |  |  |  |
|                                                     |                                                     |                                                     |                                                     |                                                                                    |                                                                                    |                                                                                    |                                                                                    |                                                                                     |                                                                                     |                                                                                     |                                                                                     |                                                                                           |                                                                                           |                                                                                           |                                                                                           |                                                                                           |                                                                                           |                                                                               |                                                                               |                                                                                    |                                                                                    |                                                                                    |                                                                                    |                                                                                    |                                                                                    |  |  |  |  |  |  |  |  |  |  |  |  |  |  |  |  |  |  |
|                                                     |                                                     |                                                     |                                                     |                                                                                    |                                                                                    |                                                                                    |                                                                                    |                                                                                     |                                                                                     |                                                                                     |                                                                                     |                                                                                           |                                                                                           |                                                                                           |                                                                                           |                                                                                           |                                                                                           |                                                                               |                                                                               |                                                                                    |                                                                                    |                                                                                    |                                                                                    |                                                                                    |                                                                                    |  |  |  |  |  |  |  |  |  |  |  |  |  |  |  |  |  |  |
|                                                     |                                                     |                                                     |                                                     | ニューカッスル＝アポン＝タイン公, 1715 ニューカッスル＝アンダー＝ライン公, 1756    |                                                                                    |                                                                                    |                                                                                    |                                                                                     |                                                                                     |                                                                                     |                                                                                     |                                                                                           |                                                                                           |                                                                                           |                                                                                           |                                                                                           |                                                                                           |                                                                               |                                                                               |                                                                                    |                                                                                    |                                                                                    |                                                                                    |                                                                                    |                                                                                    |  |  |  |  |  |  |  |  |  |  |  |  |  |  |  |  |  |  |
|                                                     |                                                     |                                                     |                                                     | 初代ニューカッスル公 トマス・ペラム＝ホリス (1693–1768) 首相(在職1754–56, 1757–62) | 初代ニューカッスル公 トマス・ペラム＝ホリス (1693–1768) 首相(在職1754–56, 1757–62) | 初代ニューカッスル公 トマス・ペラム＝ホリス (1693–1768) 首相(在職1754–56, 1757–62) | 初代ニューカッスル公 トマス・ペラム＝ホリス (1693–1768) 首相(在職1754–56, 1757–62) | 初代ニューカッスル公 トマス・ペラム＝ホリス (1693–1768) 首相(在職1754–56, 1757–62)  | 初代ニューカッスル公 トマス・ペラム＝ホリス (1693–1768) 首相(在職1754–56, 1757–62)  |                                                                                     |                                                                                     | ルーシー・ペラム (1695–1736) m. 第7代リンカーン伯爵 ヘンリー・クリントン                  | ルーシー・ペラム (1695–1736) m. 第7代リンカーン伯爵 ヘンリー・クリントン                  | ルーシー・ペラム (1695–1736) m. 第7代リンカーン伯爵 ヘンリー・クリントン                  | ルーシー・ペラム (1695–1736) m. 第7代リンカーン伯爵 ヘンリー・クリントン                  | ルーシー・ペラム (1695–1736) m. 第7代リンカーン伯爵 ヘンリー・クリントン                  | ルーシー・ペラム (1695–1736) m. 第7代リンカーン伯爵 ヘンリー・クリントン                  |                                                                               |                                                                               | ヘンリー・ペラム (1694–1754) 首相(在職1743–54)                                     | ヘンリー・ペラム (1694–1754) 首相(在職1743–54)                                     | ヘンリー・ペラム (1694–1754) 首相(在職1743–54)                                     | ヘンリー・ペラム (1694–1754) 首相(在職1743–54)                                     | ヘンリー・ペラム (1694–1754) 首相(在職1743–54)                                     | ヘンリー・ペラム (1694–1754) 首相(在職1743–54)                                     |  |  |  |  |  |  |  |  |  |  |  |  |  |  |  |  |  |  |
|                                                     |                                                     |                                                     |                                                     | 初代ニューカッスル公 トマス・ペラム＝ホリス (1693–1768) 首相(在職1754–56, 1757–62) | 初代ニューカッスル公 トマス・ペラム＝ホリス (1693–1768) 首相(在職1754–56, 1757–62) | 初代ニューカッスル公 トマス・ペラム＝ホリス (1693–1768) 首相(在職1754–56, 1757–62) | 初代ニューカッスル公 トマス・ペラム＝ホリス (1693–1768) 首相(在職1754–56, 1757–62) | 初代ニューカッスル公 トマス・ペラム＝ホリス (1693–1768) 首相(在職1754–56, 1757–62)  | 初代ニューカッスル公 トマス・ペラム＝ホリス (1693–1768) 首相(在職1754–56, 1757–62)  |                                                                                     |                                                                                     | ルーシー・ペラム (1695–1736) m. 第7代リンカーン伯爵 ヘンリー・クリントン                  | ルーシー・ペラム (1695–1736) m. 第7代リンカーン伯爵 ヘンリー・クリントン                  | ルーシー・ペラム (1695–1736) m. 第7代リンカーン伯爵 ヘンリー・クリントン                  | ルーシー・ペラム (1695–1736) m. 第7代リンカーン伯爵 ヘンリー・クリントン                  | ルーシー・ペラム (1695–1736) m. 第7代リンカーン伯爵 ヘンリー・クリントン                  | ルーシー・ペラム (1695–1736) m. 第7代リンカーン伯爵 ヘンリー・クリントン                  |                                                                               |                                                                               | ヘンリー・ペラム (1694–1754) 首相(在職1743–54)                                     | ヘンリー・ペラム (1694–1754) 首相(在職1743–54)                                     | ヘンリー・ペラム (1694–1754) 首相(在職1743–54)                                     | ヘンリー・ペラム (1694–1754) 首相(在職1743–54)                                     | ヘンリー・ペラム (1694–1754) 首相(在職1743–54)                                     | ヘンリー・ペラム (1694–1754) 首相(在職1743–54)                                     |  |  |  |  |  |  |  |  |  |  |  |  |  |  |  |  |  |  |
|                                                     |                                                     |                                                     |                                                     |                                                                                    |                                                                                    |                                                                                    |                                                                                    |                                                                                     |                                                                                     |                                                                                     |                                                                                     |                                                                                           |                                                                                           |                                                                                           |                                                                                           |                                                                                           |                                                                                           |                                                                               |                                                                               |                                                                                    |                                                                                    |                                                                                    |                                                                                    |                                                                                    |                                                                                    |  |  |  |  |  |  |  |  |  |  |  |  |  |  |  |  |  |  |
|                                                     |                                                     |                                                     |                                                     |                                                                                    |                                                                                    |                                                                                    |                                                                                    |                                                                                     |                                                                                     |                                                                                     |                                                                                     | ニューカッスル＝アンダー＝ライン公, 1756 (1768年に特別継承権で継承)                       |                                                                                           |                                                                                           |                                                                                           |                                                                                           |                                                                                           |                                                                               |                                                                               |                                                                                    |                                                                                    |                                                                                    |                                                                                    |                                                                                    |                                                                                    |  |  |  |  |  |  |  |  |  |  |  |  |  |  |  |  |  |  |
|                                                     |                                                     |                                                     |                                                     | 第8代リンカーン伯 ジョージ・クリントン (1718–1730)                                 | 第8代リンカーン伯 ジョージ・クリントン (1718–1730)                                 | 第8代リンカーン伯 ジョージ・クリントン (1718–1730)                                 | 第8代リンカーン伯 ジョージ・クリントン (1718–1730)                                 | 第8代リンカーン伯 ジョージ・クリントン (1718–1730)                                  | 第8代リンカーン伯 ジョージ・クリントン (1718–1730)                                  |                                                                                     |                                                                                     | 第2代ニューカッスル公 9代リンカーン伯 ヘンリー・ペラム＝クリントン (1720–1794)            | 第2代ニューカッスル公 9代リンカーン伯 ヘンリー・ペラム＝クリントン (1720–1794)            | 第2代ニューカッスル公 9代リンカーン伯 ヘンリー・ペラム＝クリントン (1720–1794)            | 第2代ニューカッスル公 9代リンカーン伯 ヘンリー・ペラム＝クリントン (1720–1794)            | 第2代ニューカッスル公 9代リンカーン伯 ヘンリー・ペラム＝クリントン (1720–1794)            | 第2代ニューカッスル公 9代リンカーン伯 ヘンリー・ペラム＝クリントン (1720–1794)            |                                                                               |                                                                               | キャサリン・ペラム (1727–1760)                                                     | キャサリン・ペラム (1727–1760)                                                     | キャサリン・ペラム (1727–1760)                                                     | キャサリン・ペラム (1727–1760)                                                     | キャサリン・ペラム (1727–1760)                                                     | キャサリン・ペラム (1727–1760)                                                     |  |  |  |  |  |  |  |  |  |  |  |  |  |  |  |  |  |  |
|                                                     |                                                     |                                                     |                                                     | 第8代リンカーン伯 ジョージ・クリントン (1718–1730)                                 | 第8代リンカーン伯 ジョージ・クリントン (1718–1730)                                 | 第8代リンカーン伯 ジョージ・クリントン (1718–1730)                                 | 第8代リンカーン伯 ジョージ・クリントン (1718–1730)                                 | 第8代リンカーン伯 ジョージ・クリントン (1718–1730)                                  | 第8代リンカーン伯 ジョージ・クリントン (1718–1730)                                  |                                                                                     |                                                                                     | 第2代ニューカッスル公 9代リンカーン伯 ヘンリー・ペラム＝クリントン (1720–1794)            | 第2代ニューカッスル公 9代リンカーン伯 ヘンリー・ペラム＝クリントン (1720–1794)            | 第2代ニューカッスル公 9代リンカーン伯 ヘンリー・ペラム＝クリントン (1720–1794)            | 第2代ニューカッスル公 9代リンカーン伯 ヘンリー・ペラム＝クリントン (1720–1794)            | 第2代ニューカッスル公 9代リンカーン伯 ヘンリー・ペラム＝クリントン (1720–1794)            | 第2代ニューカッスル公 9代リンカーン伯 ヘンリー・ペラム＝クリントン (1720–1794)            |                                                                               |                                                                               | キャサリン・ペラム (1727–1760)                                                     | キャサリン・ペラム (1727–1760)                                                     | キャサリン・ペラム (1727–1760)                                                     | キャサリン・ペラム (1727–1760)                                                     | キャサリン・ペラム (1727–1760)                                                     | キャサリン・ペラム (1727–1760)                                                     |  |  |  |  |  |  |  |  |  |  |  |  |  |  |  |  |  |  |
|                                                     |                                                     |                                                     |                                                     |                                                                                    |                                                                                    |                                                                                    |                                                                                    |                                                                                     |                                                                                     |                                                                                     |                                                                                     |                                                                                           |                                                                                           |                                                                                           |                                                                                           |                                                                                           |                                                                                           |                                                                               |                                                                               |                                                                                    |                                                                                    |                                                                                    |                                                                                    |                                                                                    |                                                                                    |  |  |  |  |  |  |  |  |  |  |  |  |  |  |  |  |  |  |
|                                                     |                                                     |                                                     |                                                     |                                                                                    |                                                                                    |                                                                                    |                                                                                    |                                                                                     |                                                                                     |                                                                                     |                                                                                     |                                                                                           |                                                                                           |                                                                                           |                                                                                           |                                                                                           |                                                                                           |                                                                               |                                                                               |                                                                                    |                                                                                    |                                                                                    |                                                                                    |                                                                                    |                                                                                    |  |  |  |  |  |  |  |  |  |  |  |  |  |  |  |  |  |  |
|                                                     |                                                     |                                                     |                                                     |                                                                                    |                                                                                    |                                                                                    |                                                                                    | リンカーン伯爵 ヘンリー・ペラム＝クリントン (1750–1778)                             | リンカーン伯爵 ヘンリー・ペラム＝クリントン (1750–1778)                             | リンカーン伯爵 ヘンリー・ペラム＝クリントン (1750–1778)                             | リンカーン伯爵 ヘンリー・ペラム＝クリントン (1750–1778)                             | リンカーン伯爵 ヘンリー・ペラム＝クリントン (1750–1778)                                   | リンカーン伯爵 ヘンリー・ペラム＝クリントン (1750–1778)                                   |                                                                                           |                                                                                           | 第3代ニューカッスル公 10代リンカーン伯 トマス・ペラム＝クリントン (1752–1795)             | 第3代ニューカッスル公 10代リンカーン伯 トマス・ペラム＝クリントン (1752–1795)             | 第3代ニューカッスル公 10代リンカーン伯 トマス・ペラム＝クリントン (1752–1795) | 第3代ニューカッスル公 10代リンカーン伯 トマス・ペラム＝クリントン (1752–1795) | 第3代ニューカッスル公 10代リンカーン伯 トマス・ペラム＝クリントン (1752–1795)      | 第3代ニューカッスル公 10代リンカーン伯 トマス・ペラム＝クリントン (1752–1795)      |                                                                                    |                                                                                    |                                                                                    |                                                                                    |  |  |  |  |  |  |  |  |  |  |  |  |  |  |  |  |  |  |
|                                                     |                                                     |                                                     |                                                     |                                                                                    |                                                                                    |                                                                                    |                                                                                    | リンカーン伯爵 ヘンリー・ペラム＝クリントン (1750–1778)                             | リンカーン伯爵 ヘンリー・ペラム＝クリントン (1750–1778)                             | リンカーン伯爵 ヘンリー・ペラム＝クリントン (1750–1778)                             | リンカーン伯爵 ヘンリー・ペラム＝クリントン (1750–1778)                             | リンカーン伯爵 ヘンリー・ペラム＝クリントン (1750–1778)                                   | リンカーン伯爵 ヘンリー・ペラム＝クリントン (1750–1778)                                   |                                                                                           |                                                                                           | 第3代ニューカッスル公 10代リンカーン伯 トマス・ペラム＝クリントン (1752–1795)             | 第3代ニューカッスル公 10代リンカーン伯 トマス・ペラム＝クリントン (1752–1795)             | 第3代ニューカッスル公 10代リンカーン伯 トマス・ペラム＝クリントン (1752–1795) | 第3代ニューカッスル公 10代リンカーン伯 トマス・ペラム＝クリントン (1752–1795) | 第3代ニューカッスル公 10代リンカーン伯 トマス・ペラム＝クリントン (1752–1795)      | 第3代ニューカッスル公 10代リンカーン伯 トマス・ペラム＝クリントン (1752–1795)      |                                                                                    |                                                                                    |                                                                                    |                                                                                    |  |  |  |  |  |  |  |  |  |  |  |  |  |  |  |  |  |  |
|                                                     |                                                     |                                                     |                                                     |                                                                                    |                                                                                    |                                                                                    |                                                                                    |                                                                                     |                                                                                     |                                                                                     |                                                                                     |                                                                                           |                                                                                           |                                                                                           |                                                                                           | 第4代ニューカッスル公 11代リンカーン伯 ヘンリー・ペラム＝クリントン (1785–1851)           |                                                                                           |                                                                               |                                                                               |                                                                                    |                                                                                    |                                                                                    |                                                                                    |                                                                                    |                                                                                    |  |  |  |  |  |  |  |  |  |  |  |  |  |  |  |  |  |  |
|                                                     |                                                     |                                                     |                                                     |                                                                                    |                                                                                    |                                                                                    |                                                                                    |                                                                                     |                                                                                     |                                                                                     |                                                                                     |                                                                                           |                                                                                           |                                                                                           |                                                                                           |                                                                                           |                                                                                           |                                                                               |                                                                               |                                                                                    |                                                                                    |                                                                                    |                                                                                    |                                                                                    |                                                                                    |  |  |  |  |  |  |  |  |  |  |  |  |  |  |  |  |  |  |
|                                                     |                                                     |                                                     |                                                     |                                                                                    |                                                                                    |                                                                                    |                                                                                    |                                                                                     |                                                                                     |                                                                                     |                                                                                     |                                                                                           |                                                                                           |                                                                                           |                                                                                           |                                                                                           |                                                                                           |                                                                               |                                                                               |                                                                                    |                                                                                    |                                                                                    |                                                                                    |                                                                                    |                                                                                    |  |  |  |  |  |  |  |  |  |  |  |  |  |  |  |  |  |  |
|                                                     |                                                     |                                                     |                                                     |                                                                                    |                                                                                    |                                                                                    |                                                                                    | 第5代ニューカッスル公 第12代リンカーン伯爵 ヘンリー・ペラム＝クリントン (1811–1864) | 第5代ニューカッスル公 第12代リンカーン伯爵 ヘンリー・ペラム＝クリントン (1811–1864) | 第5代ニューカッスル公 第12代リンカーン伯爵 ヘンリー・ペラム＝クリントン (1811–1864) | 第5代ニューカッスル公 第12代リンカーン伯爵 ヘンリー・ペラム＝クリントン (1811–1864) | 第5代ニューカッスル公 第12代リンカーン伯爵 ヘンリー・ペラム＝クリントン (1811–1864)       | 第5代ニューカッスル公 第12代リンカーン伯爵 ヘンリー・ペラム＝クリントン (1811–1864)       |                                                                                           |                                                                                           |                                                                                           |                                                                                           |                                                                               |                                                                               | チャールズ・ペラム＝クリントン卿 (1813–1894)                                       | チャールズ・ペラム＝クリントン卿 (1813–1894)                                       | チャールズ・ペラム＝クリントン卿 (1813–1894)                                       | チャールズ・ペラム＝クリントン卿 (1813–1894)                                       | チャールズ・ペラム＝クリントン卿 (1813–1894)                                       | チャールズ・ペラム＝クリントン卿 (1813–1894)                                       |  |  |  |  |  |  |  |  |  |  |  |  |  |  |  |  |  |  |
|                                                     |                                                     |                                                     |                                                     |                                                                                    |                                                                                    |                                                                                    |                                                                                    | 第5代ニューカッスル公 第12代リンカーン伯爵 ヘンリー・ペラム＝クリントン (1811–1864) | 第5代ニューカッスル公 第12代リンカーン伯爵 ヘンリー・ペラム＝クリントン (1811–1864) | 第5代ニューカッスル公 第12代リンカーン伯爵 ヘンリー・ペラム＝クリントン (1811–1864) | 第5代ニューカッスル公 第12代リンカーン伯爵 ヘンリー・ペラム＝クリントン (1811–1864) | 第5代ニューカッスル公 第12代リンカーン伯爵 ヘンリー・ペラム＝クリントン (1811–1864)       | 第5代ニューカッスル公 第12代リンカーン伯爵 ヘンリー・ペラム＝クリントン (1811–1864)       |                                                                                           |                                                                                           |                                                                                           |                                                                                           |                                                                               |                                                                               | チャールズ・ペラム＝クリントン卿 (1813–1894)                                       | チャールズ・ペラム＝クリントン卿 (1813–1894)                                       | チャールズ・ペラム＝クリントン卿 (1813–1894)                                       | チャールズ・ペラム＝クリントン卿 (1813–1894)                                       | チャールズ・ペラム＝クリントン卿 (1813–1894)                                       | チャールズ・ペラム＝クリントン卿 (1813–1894)                                       |  |  |  |  |  |  |  |  |  |  |  |  |  |  |  |  |  |  |
|                                                     |                                                     |                                                     |                                                     |                                                                                    |                                                                                    |                                                                                    |                                                                                    | 第6代ニューカッスル公 13代リンカーン伯 ヘンリー・ペラム＝クリントン (1834–1879)     | 第6代ニューカッスル公 13代リンカーン伯 ヘンリー・ペラム＝クリントン (1834–1879)     | 第6代ニューカッスル公 13代リンカーン伯 ヘンリー・ペラム＝クリントン (1834–1879)     | 第6代ニューカッスル公 13代リンカーン伯 ヘンリー・ペラム＝クリントン (1834–1879)     | 第6代ニューカッスル公 13代リンカーン伯 ヘンリー・ペラム＝クリントン (1834–1879)           | 第6代ニューカッスル公 13代リンカーン伯 ヘンリー・ペラム＝クリントン (1834–1879)           |                                                                                           |                                                                                           |                                                                                           |                                                                                           |                                                                               |                                                                               | チャールズ・ペラム＝クリントン (1857–1911)                                         | チャールズ・ペラム＝クリントン (1857–1911)                                         | チャールズ・ペラム＝クリントン (1857–1911)                                         | チャールズ・ペラム＝クリントン (1857–1911)                                         | チャールズ・ペラム＝クリントン (1857–1911)                                         | チャールズ・ペラム＝クリントン (1857–1911)                                         |  |  |  |  |  |  |  |  |  |  |  |  |  |  |  |  |  |  |
|                                                     |                                                     |                                                     |                                                     |                                                                                    |                                                                                    |                                                                                    |                                                                                    | 第6代ニューカッスル公 13代リンカーン伯 ヘンリー・ペラム＝クリントン (1834–1879)     | 第6代ニューカッスル公 13代リンカーン伯 ヘンリー・ペラム＝クリントン (1834–1879)     | 第6代ニューカッスル公 13代リンカーン伯 ヘンリー・ペラム＝クリントン (1834–1879)     | 第6代ニューカッスル公 13代リンカーン伯 ヘンリー・ペラム＝クリントン (1834–1879)     | 第6代ニューカッスル公 13代リンカーン伯 ヘンリー・ペラム＝クリントン (1834–1879)           | 第6代ニューカッスル公 13代リンカーン伯 ヘンリー・ペラム＝クリントン (1834–1879)           |                                                                                           |                                                                                           |                                                                                           |                                                                                           |                                                                               |                                                                               | チャールズ・ペラム＝クリントン (1857–1911)                                         | チャールズ・ペラム＝クリントン (1857–1911)                                         | チャールズ・ペラム＝クリントン (1857–1911)                                         | チャールズ・ペラム＝クリントン (1857–1911)                                         | チャールズ・ペラム＝クリントン (1857–1911)                                         | チャールズ・ペラム＝クリントン (1857–1911)                                         |  |  |  |  |  |  |  |  |  |  |  |  |  |  |  |  |  |  |
|                                                     |                                                     |                                                     |                                                     |                                                                                    |                                                                                    |                                                                                    |                                                                                    |                                                                                     |                                                                                     |                                                                                     |                                                                                     |                                                                                           |                                                                                           |                                                                                           |                                                                                           |                                                                                           |                                                                                           |                                                                               |                                                                               |                                                                                    |                                                                                    |                                                                                    |                                                                                    |                                                                                    |                                                                                    |  |  |  |  |  |  |  |  |  |  |  |  |  |  |  |  |  |  |
|                                                     |                                                     |                                                     |                                                     | 第7代ニューカッスル公 14代リンカーン伯 ヘンリー・ペラム＝クリントン (1864–1928)    | 第7代ニューカッスル公 14代リンカーン伯 ヘンリー・ペラム＝クリントン (1864–1928)    | 第7代ニューカッスル公 14代リンカーン伯 ヘンリー・ペラム＝クリントン (1864–1928)    | 第7代ニューカッスル公 14代リンカーン伯 ヘンリー・ペラム＝クリントン (1864–1928)    | 第7代ニューカッスル公 14代リンカーン伯 ヘンリー・ペラム＝クリントン (1864–1928)     | 第7代ニューカッスル公 14代リンカーン伯 ヘンリー・ペラム＝クリントン (1864–1928)     |                                                                                     |                                                                                     | 第8代ニューカッスル公 15代リンカーン伯 フランシス・ペラム＝クリントン＝ホープ (1866–1941) | 第8代ニューカッスル公 15代リンカーン伯 フランシス・ペラム＝クリントン＝ホープ (1866–1941) | 第8代ニューカッスル公 15代リンカーン伯 フランシス・ペラム＝クリントン＝ホープ (1866–1941) | 第8代ニューカッスル公 15代リンカーン伯 フランシス・ペラム＝クリントン＝ホープ (1866–1941) | 第8代ニューカッスル公 15代リンカーン伯 フランシス・ペラム＝クリントン＝ホープ (1866–1941) | 第8代ニューカッスル公 15代リンカーン伯 フランシス・ペラム＝クリントン＝ホープ (1866–1941) |                                                                               |                                                                               | ガイ・ペラム＝クリントン (1894–1934)                                               | ガイ・ペラム＝クリントン (1894–1934)                                               | ガイ・ペラム＝クリントン (1894–1934)                                               | ガイ・ペラム＝クリントン (1894–1934)                                               | ガイ・ペラム＝クリントン (1894–1934)                                               | ガイ・ペラム＝クリントン (1894–1934)                                               |  |  |  |  |  |  |  |  |  |  |  |  |  |  |  |  |  |  |
|                                                     |                                                     |                                                     |                                                     | 第7代ニューカッスル公 14代リンカーン伯 ヘンリー・ペラム＝クリントン (1864–1928)    | 第7代ニューカッスル公 14代リンカーン伯 ヘンリー・ペラム＝クリントン (1864–1928)    | 第7代ニューカッスル公 14代リンカーン伯 ヘンリー・ペラム＝クリントン (1864–1928)    | 第7代ニューカッスル公 14代リンカーン伯 ヘンリー・ペラム＝クリントン (1864–1928)    | 第7代ニューカッスル公 14代リンカーン伯 ヘンリー・ペラム＝クリントン (1864–1928)     | 第7代ニューカッスル公 14代リンカーン伯 ヘンリー・ペラム＝クリントン (1864–1928)     |                                                                                     |                                                                                     | 第8代ニューカッスル公 15代リンカーン伯 フランシス・ペラム＝クリントン＝ホープ (1866–1941) | 第8代ニューカッスル公 15代リンカーン伯 フランシス・ペラム＝クリントン＝ホープ (1866–1941) | 第8代ニューカッスル公 15代リンカーン伯 フランシス・ペラム＝クリントン＝ホープ (1866–1941) | 第8代ニューカッスル公 15代リンカーン伯 フランシス・ペラム＝クリントン＝ホープ (1866–1941) | 第8代ニューカッスル公 15代リンカーン伯 フランシス・ペラム＝クリントン＝ホープ (1866–1941) | 第8代ニューカッスル公 15代リンカーン伯 フランシス・ペラム＝クリントン＝ホープ (1866–1941) |                                                                               |                                                                               | ガイ・ペラム＝クリントン (1894–1934)                                               | ガイ・ペラム＝クリントン (1894–1934)                                               | ガイ・ペラム＝クリントン (1894–1934)                                               | ガイ・ペラム＝クリントン (1894–1934)                                               | ガイ・ペラム＝クリントン (1894–1934)                                               | ガイ・ペラム＝クリントン (1894–1934)                                               |  |  |  |  |  |  |  |  |  |  |  |  |  |  |  |  |  |  |
|                                                     |                                                     |                                                     |                                                     |                                                                                    |                                                                                    |                                                                                    |                                                                                    |                                                                                     |                                                                                     |                                                                                     |                                                                                     | 第9代ニューカッスル公 16代リンカーン伯 ヘンリー・ペラム＝クリントン＝ホープ (1907–1988)   | 第9代ニューカッスル公 16代リンカーン伯 ヘンリー・ペラム＝クリントン＝ホープ (1907–1988)   | 第9代ニューカッスル公 16代リンカーン伯 ヘンリー・ペラム＝クリントン＝ホープ (1907–1988)   | 第9代ニューカッスル公 16代リンカーン伯 ヘンリー・ペラム＝クリントン＝ホープ (1907–1988)   | 第9代ニューカッスル公 16代リンカーン伯 ヘンリー・ペラム＝クリントン＝ホープ (1907–1988)   | 第9代ニューカッスル公 16代リンカーン伯 ヘンリー・ペラム＝クリントン＝ホープ (1907–1988)   |                                                                               |                                                                               | 第10代ニューカッスル公 17代リンカーン伯 エドワード・ペラム＝クリントン (1920–1988) | 第10代ニューカッスル公 17代リンカーン伯 エドワード・ペラム＝クリントン (1920–1988) | 第10代ニューカッスル公 17代リンカーン伯 エドワード・ペラム＝クリントン (1920–1988) | 第10代ニューカッスル公 17代リンカーン伯 エドワード・ペラム＝クリントン (1920–1988) | 第10代ニューカッスル公 17代リンカーン伯 エドワード・ペラム＝クリントン (1920–1988) | 第10代ニューカッスル公 17代リンカーン伯 エドワード・ペラム＝クリントン (1920–1988) |  |  |  |  |  |  |  |  |  |  |  |  |  |  |  |  |  |  |

1988年の10代公の死をもってニューカッスル公爵位の継承資格者はなくなったため廃絶。リンカーン伯爵位は、10代公の十従兄弟にあたるエドワード・ホリス・ファインズ・＝クリントンに継承された。